# 比安维尔堂区
比安维尔堂区（英語：Bienville Parish）是美國路易斯安那州西北部的一個堂區。面積2,128平方公里。根據美國2000年人口普查，共有人口15,752人。治所阿卡迪亞。
成立於1848年3月14日。本堂區的名稱以新奧爾良的建立者让-巴蒂斯特·勒穆瓦纳·徳·比安维尔命名。